# 光棘球海胆
光棘球海胆（学名：Mesocentrotus nudus）也称大连紫海胆、北紫海胆，分布于太平洋西北部，俄罗斯萨哈林岛、日本北部和中国辽东半岛、山东半岛沿海一带的一种海胆。

## 形态特征
光棘球海胆直径一般是60～70毫米，呈规则的半球形，口面平坦。大棘粗壮，长约25～32毫米。活体时全体为紫褐色。

## 经济价值
光棘球海胆在中国和日本是重要的食材，日本把它的卵作为制“云丹”（海胆酱）的重要原料。光棘球海胆目前已有人工规模化养殖，产自大连市的大连紫海胆被认证为地理标志农产品。